# Dalum Landbrugsskole
Dalum Landbrugsskole er en af Danmarks største og ældste landbrugsskoler med ca. 250 årselever og ca. 30 specialiserede lærere.
Skolen blev grundlagt af Jørgen Petersen i 1886, i de bygninger, der siden 1862 havde huset Christen Kolds højskole i Dalum ved Odense. Den oprindelige bygningsmasse er vedligeholdt og restaureret, og nye bygninger tilføjet.
Fra mejeriskolens start i 1889 ændredes navnet til Dalum Landbrugs- og Mejeriskole, indtil Mejeriskolen i 1979 blev udskilt. I 2003 fusionerede landbrugsskolen med Korinth Landbrugsskole ved Fåborg, så de to skoler kom til at fungere som én skole med to afdelinger. Der er et ungdomsmiljø på afdelingen i Korinth og et voksent studiemiljø på afdelingen i Odense.
I 1902 oprettedes elevforeningen Dalum Lærlinge. Den omfatter i dag også medlemmerne fra den tidligere forening Korinth Elever med landmænd, mejerister og procesteknologer som medlemmer.
Skolens motto er: "Aldrig færdig – men altid på vej".

## Forstandere
- 1886-1908 Jørgen Petersen (1854-1908)
- 1909-1920 Thomas Madsen-Mygdal
- 1920-1953 Johannes Thyge Petersen-Dalum
- 1953-1972 Vagn Fog-Petersen
- 1972-1990 Peder Lykke Nygaard[1]
- 1990-2011 Jørgen Peder Jensen
- 2011-2012 Brian Caspersen
- 2012-2013 Konstitueret Jens Munk Kruse
- 2013- Jens Munk Kruse

## Nogle lærere
- 1888-1918 Jakob Lange (2. april 1864—27. december 1941), botaniker og socialøkonom
- Christen Moesgaard-Kjeldsen

## Kendte elever
- Bertel Dahlgaard – embedsmand, indenrigs- og økonomiminister
- Erik Larsen (1965) – gårdejer, borgmester i Egebjerg Kommune, folketingsmedlem, statsrevisor
- Lars Erik Hornemann – gårdejer, borgmester i Gudme Kommune, borgmester i Svendborg Kommune
- Erik Eriksen – gårdejer, statsminister 1950-1953.